# Navia de Suarna
Navia de Suarna er en kommune i det nordvestlige Spanien i provinsen Lugo. Den har et indbyggertal på 979 (2024) indbyggere.